# Wernersreuth (Bad Neualbenreuth)

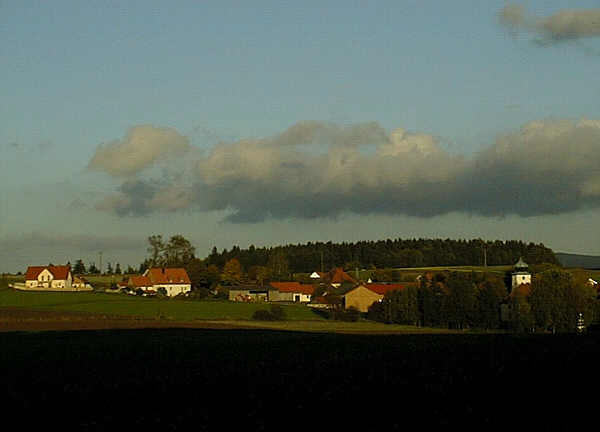
Blick auf das Dorf Wernersreuth

Das Pfarrdorf Wernersreuth ist ein Gemeindeteil des Marktes Bad Neualbenreuth im oberpfälzischen Landkreis Tirschenreuth.
Wernersreuth wurde 1140 das erste Mal urkundlich als „Wernherisrvte“ erwähnt und von Markgraf Diepold III. von Vohburg dem Kloster Waldsassen übereignet. Die Kirche bzw. zumindest der Turm der heutigen Dorfkirche wurde wahrscheinlich im 12. oder 13. Jahrhundert gebaut und sie zählt damit zu den ältesten Kirchenbauten in dieser Gegend. Im Jahr 1390 bestand der Ort aus acht Höfen, zwei Halbhöfen und einem Herbergsgut. Im Dreißigjährigen Krieg wurden fast sämtliche Anwesen im Dorf zerstört. 1719 wurde Wernersreuth selbstständige Pfarrei.
Am 1. Januar 1971 wurden Teile der aufgelösten Gemeinde Rosall aufgenommen. Am 1. April 1971 wurde Wernersreuth in den Markt Neualbenreuth eingegliedert. Im Jahr 1970 lebten 177 Einwohner in Wernersreuth, 1987 waren es 124.
Die Allerheiligenkirche steht etwa einen Kilometer westlich auf einer Waldlichtung auf dem Gebiet der Gemeinde Leonberg, Gemeindeteil Pfaffenreuth, gehört aber zur Pfarrei Wernersreuth. Wernersreuth bildet zusammen mit der Pfarrei Leonberg eine Pfarreiengemeinschaft.